# Bila Cerkva
Bila Cerkva (ukránul: Бі́ла Це́рква, jelentése: fehér templom) egy város Ukrajna középső részén, a Kijevi terület legnagyobb városa (Kijev után, ami az adminisztrációs központ, de nem a terület része), és a Jobb parti Ukrajna része. Székhelye a Bila Cerkvai járásnak és a Bila Cerkva községnek is. A város Kijevtől körülbelül 80 km-re helyezkedik el, a Rosz folyó partján. A területe 67,8 km², a népessége 207 273 fő.

## Látnivalók
- A városban található egy 330 éves arborétum, amelyet 1793-ban egy lengyel házaspár alapított.
- A Szent Miklós templomot 1706-ban Ivan Sztepanovics Mazepa tervezte, de 1852-ig nem lett kész.
- A római katolikus Szent János templomot 1812-ben építették.

## Képek

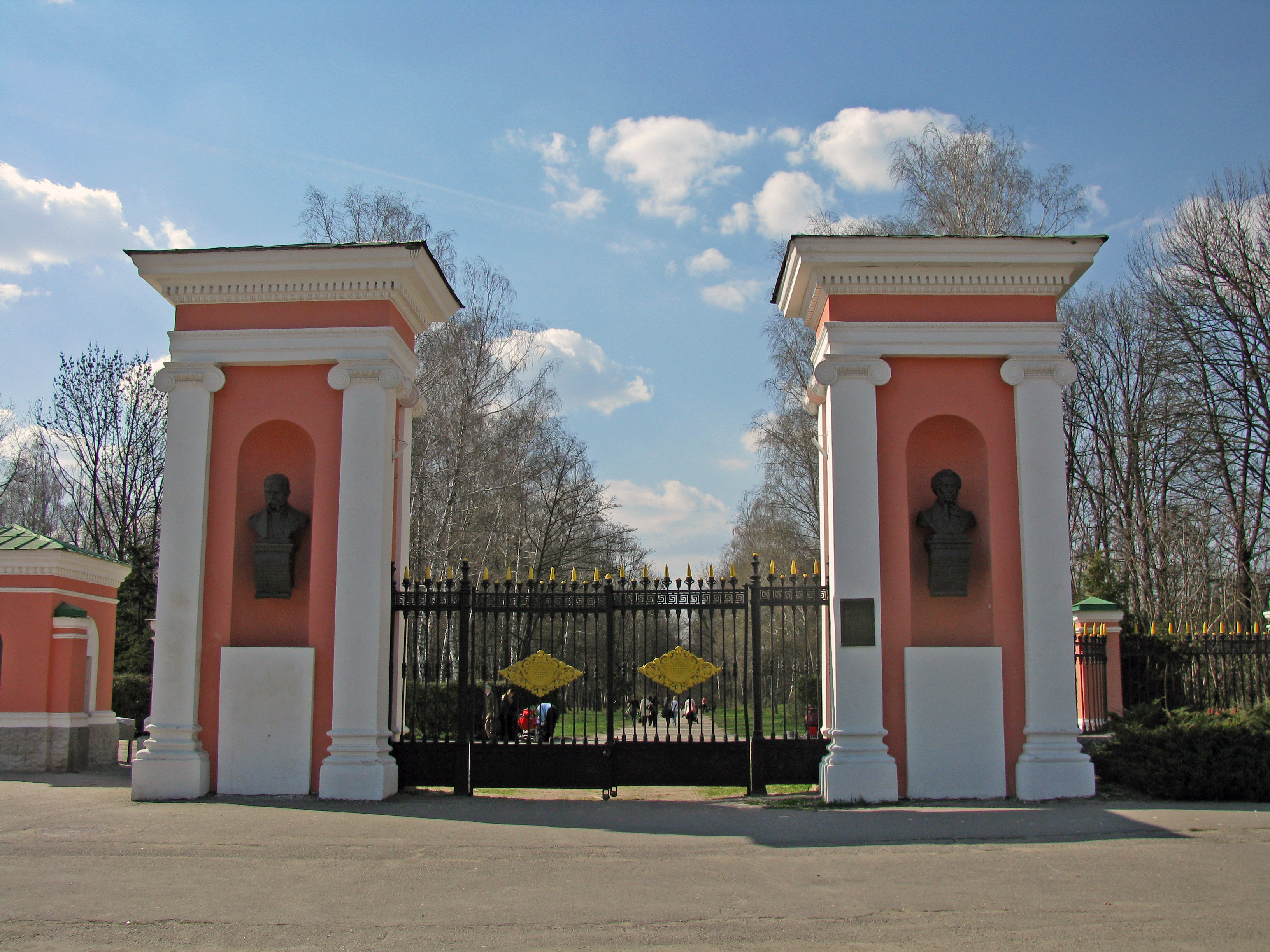
Az arborétum
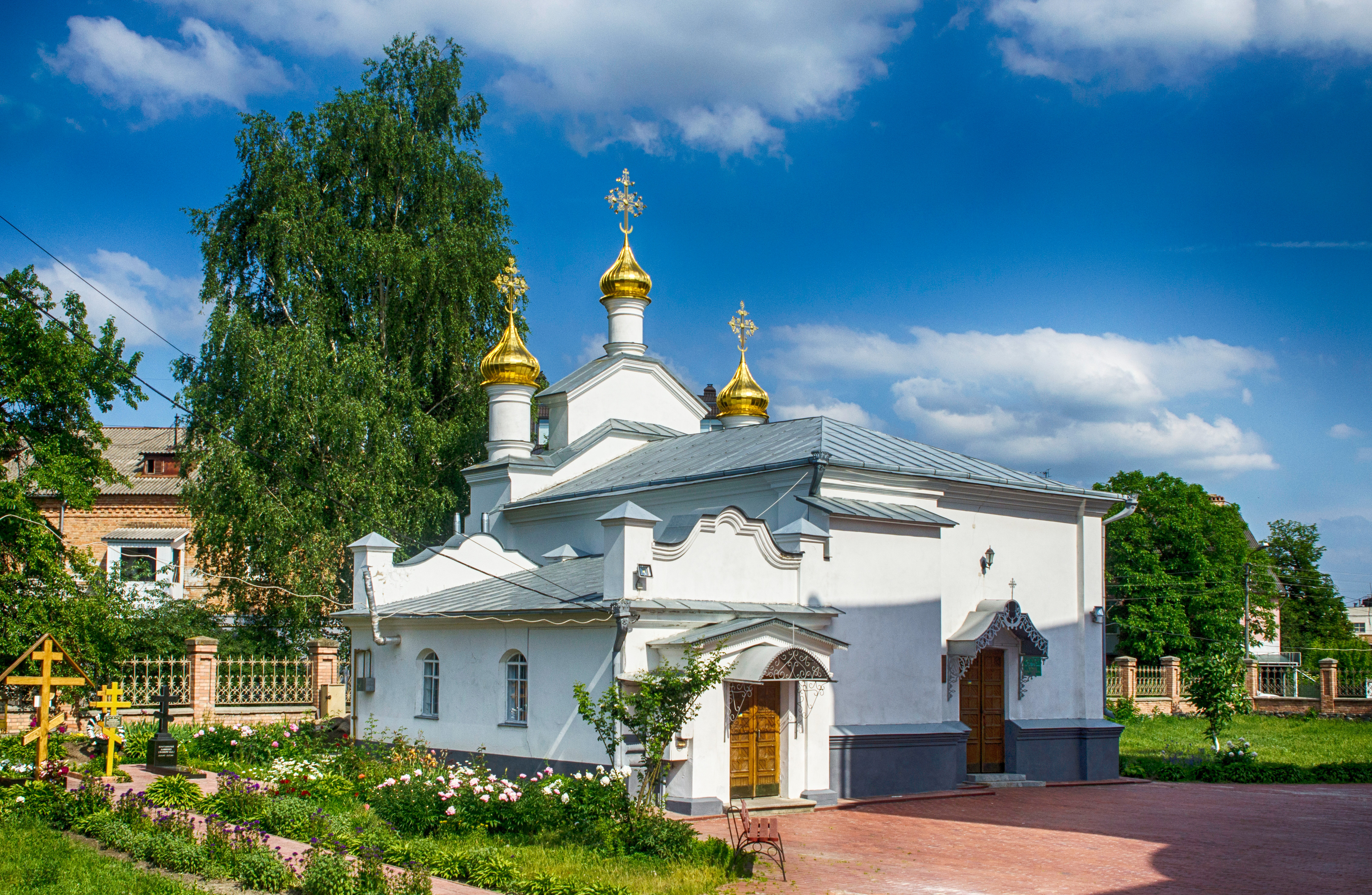
A Szent Miklós templom
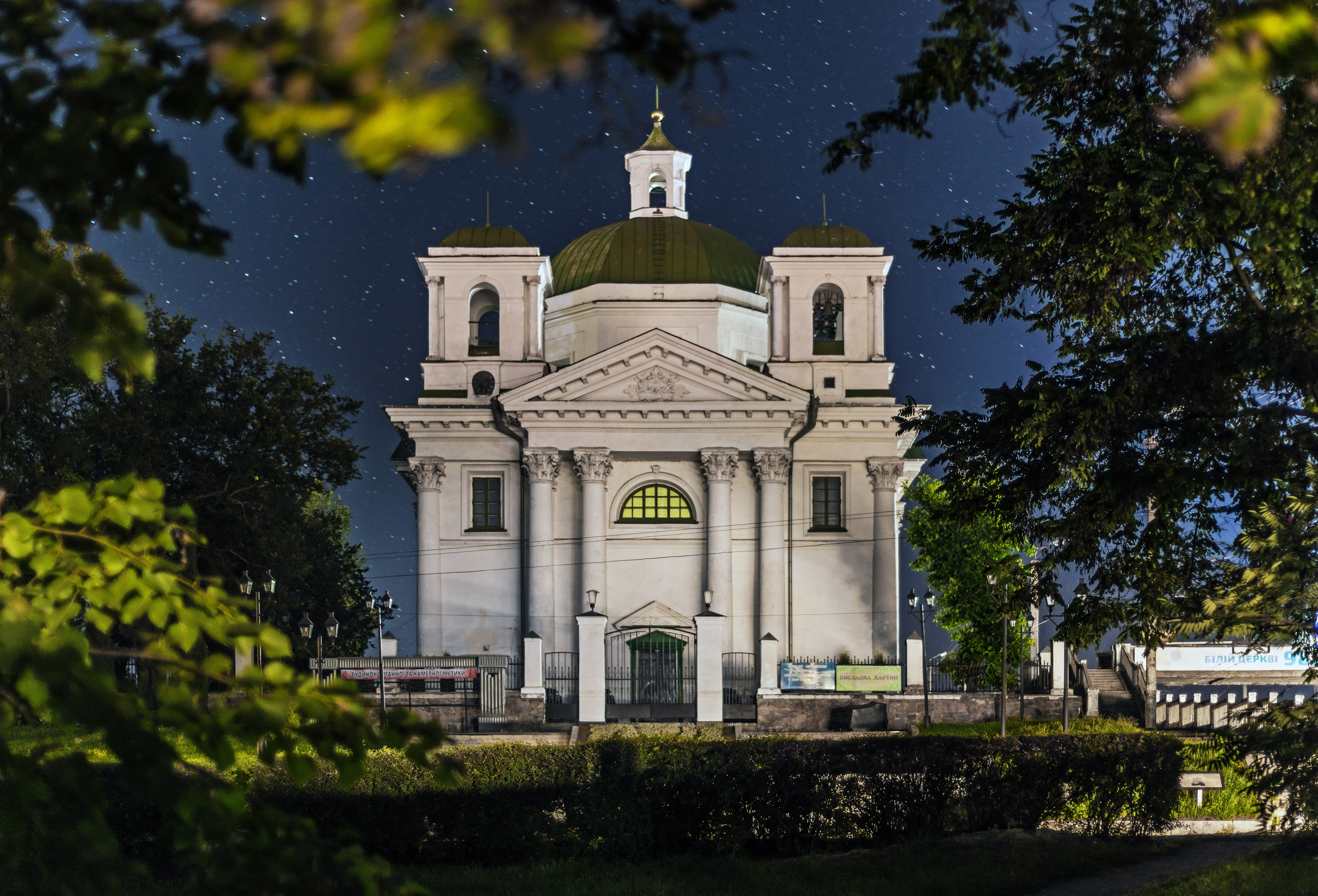
A Szent János templom éjszaka

## Közlekedés

### Légi

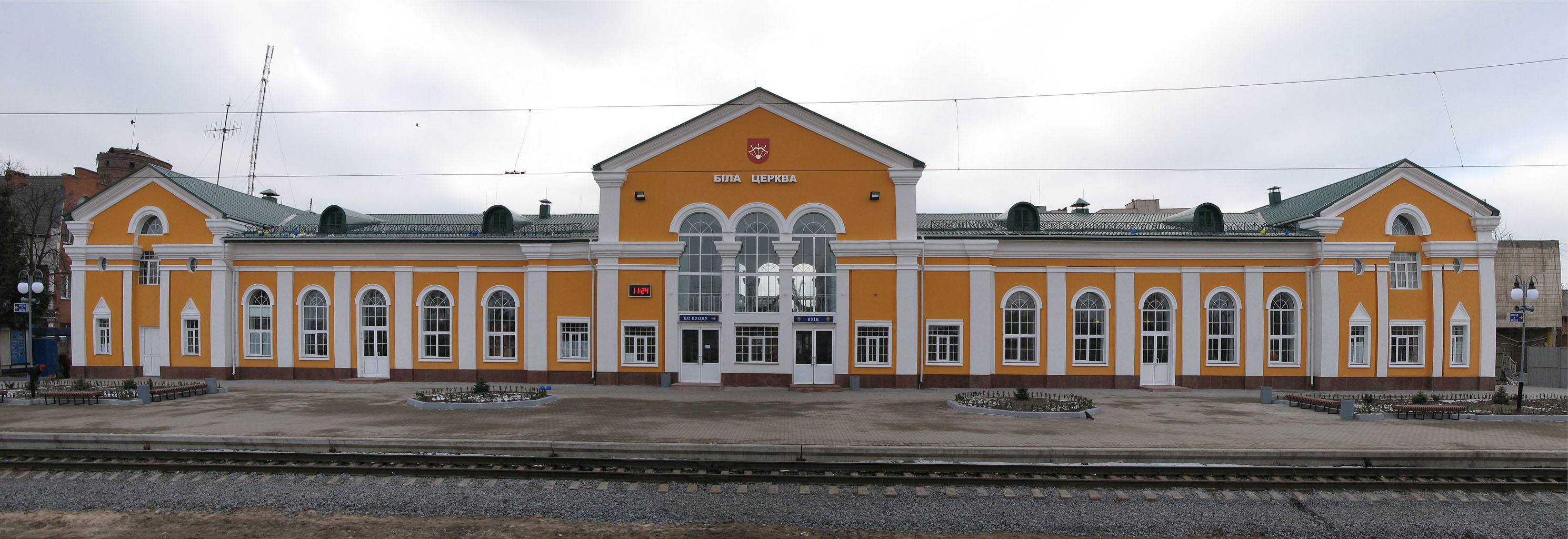
A vasútállomás

A Bila Cerkvai repülőtér a belföldi és privát utazásra biztosít lehetőséget. A repülőtér a várostól délre helyezkedik el.

### Vasúti
Az ukrán vasutak az ország több pontjára biztosít eljutási lehetőséget Bila Cerkvából. A városnak két vasútállomása van:
- Bila Cerkva vasútállomás
- Rotok vasútállomás

### Tömegközlekedés
A városnak 6 trolibuszvonala van.

### Hidak
Több híd is található a városban, ezek közül kettő ível át a Rosz folyón.